# Diane Jenkins
Diane Jenkins est un personnage de fiction du feuilleton télévisé Les Feux de l'amour. Elle est interprétée par Susan Walters depuis 2022.

## Interprètes
- Alex Donnelley (de 1982 à 1996) et de 1996 à 2001)
- Maura West (d'octobre 2010 à aout 2011)
- Susan Walters (de 2001 à 2004, en 2010 et depuis mars 2022)

## Histoire

### Arrivée à Genoa City
Sachant que sortir avec Jack Abbott l’aiderait à devenir un top model, Diane a commencé à coucher avec lui et elle est tombée amoureuse, mais Jack l’a quittée lorsqu'il a épousé Patty Williams. Malgré cela Diane et Jack ont continué leur liaison, et elle a pu le faire chanter pour devenir top model chez Jabot. Jack était cependant plus intéressé par Julia Newman. Plus tard, Patty a fait une fausse couche en voyant Jack et Diane faire l’amour dans le hall du siège de Jabot. Néanmoins, Patty ne voulait pas divorcer de Jack. Après la fausse couche de Patty, elle voulait avoir un autre bébé et déménager du manoir Abbott pour s'installer dans leur propre maison. Peu de temps après, Jack a parlé avec Jill Foster, de la vraie raison pour laquelle il a épousé Patty. Patty l’a finalement découvert et a tiré sur Jack. Mais Jack a survécu et Patty a été envoyée dans un établissement psychiatrique. Ils ont ensuite divorcé.

### Relation avec Andy
Diane est arrivée à la conclusion que Jack ne valait pas son temps et s’est concentrée sur un détective nommé Andy Richards. Andy a travaillé aux côtés de Paul Williams, le frère de Patty. Le couple s’est marié et a mené une vie sans histoire, ce qui a conduit Diane à reprendre sa liaison avec Jack. Plus tard, Diane a appris que Jack allait lui offrir un cadeau, qu’elle espérait être une bague de fiançailles.  De toute évidence, Jack avait changé, alors elle a demandé le divorce à Andy et avait hâte d’être avec Jack, seulement pour apprendre que le cadeau était un bracelet, ce qui était sa façon de dire qu’il serait incapable de s’engager avec elle. Déçue, Diane est partie en Europe, mais même là, elle n’a pas pu se reposer. Elle a compris qu’elle aimait Andy, alors elle est retournée en ville seulement pour trouver Andy heureux avec Farren Connor. Elle a du nouveau quitté la ville.

### Retour de Diane
Dix ans plus tard, alors qu’elle travaillait comme architecte, Diane revient à Genoa City. Elle a recommencé à travailler pour Jack, laissant leurs familles s’inquiéter qu'ils ne décident de se remettre ensemble. Diane et Jack ont admis leurs sentiments l’un pour l’autre et se sont fiancés. L’ennemi juré de Jack, Victor Newman, a élaboré un plan pour écarter Diane de Jack afin de se venger, mais Victor est tombé amoureux de cette dernière. Le couple s’est marié et a commencé à vivre une belle histoire jusqu’à ce que Diane ait envie d’avoir un bébé. Elle a été déçue d’apprendre que Victor avait subi une vasectomie suggérée par son ex-femme, Nikki Newman. Nikki a été abattue par l’ex-femme de son mari, Veronica Landers, et était sur son lit de mort, alors Victor a divorcé de Diane afin d’épouser Nikki avant sa mort. Un coup du sort a maintenu Nikki en vie, tandis que Diane espérait que Victor pourrait se remarier avec elle. Victor et Nikki ont réalisé qu’ils s’aimaient toujours et ont décidé de se marier car leur mariage rapide à l’hôpital n’était pas légal. Diane a eu du mal a accepter cette union et a donc décidé de se venger. Lors de leur règlement de divorce en février 1999 (épisode diffusé en 2003 sur TF1), Diane a obtenu un siège permanent au conseil d’administration de Newman Enterprises.

### Naissance de Kyle
Diane a été prise par surprise quand elle a appris que Victor avait fait congeler son sperme à Robertson Labs, alors elle s’est arrangée pour l’obtenir afin d’être inséminée artificiellement et de porter l’enfant de Victor. Plusieurs personnes ont découvert que le sperme avait été volé et transféré à plusieurs reprises. Lorsque Diane a finalement mis la main dessus, elle s’est précipitée chez le médecin pour être inséminée. Diane a donné naissance à un garçon et l’a appelé Christian Victor Newman. Elle annoncé à Victor que le bébé était son enfant. Un test ADN a prouvé que le bébé n’était pas celui de Victor. Diane a alors quitté la ville peu de temps après. Ce que Diane ne savait pas, c’est que Nikki avait demandé à échanger l’échantillon de Victor avec un autre, et elle a été choquée d’apprendre que cet enfant était celui de Jack. Désireuse de savoir si Diane était une bonne mère, Nikki l’a retrouvée à Milan et est allée la voir. Elle a décidé de garder le silence sur la paternité du bébé.

### Rivalité avec Phyllis
Diane est revenue en ville peu de temps après pour essayer de savoir pourquoi Nikki était venu la voir. Elle a renommé le bébé Kyle et a finalement découvert que Jack était le père. Jack, qui venait d'épouser à Phyllis Summer, a essayé d'obtenir la garde exclusive de Kyle à plusieurs reprises, mais ne l’a pas obtenue après que Phyllis eut ruiné son témoignage à la barre. Diane a obtenu la garde du bébé mais a refusé de s’arrêter là, elle voulait que Jack revienne. Elle a emménagé dans le pool house Abbott et a commencé à jouer à des jeux avec Phyllis. Jack a accepté de laisser Diane rester au pool house, mais lui a interdit de s’approcher de la maison principale. Une nuit, le pool house a été incendié et Diane a à peine survécu. Phyllis était la principale suspecte d’incendie criminel, mais elle a finalement pu prouver que Diane l’avait piégée pour donner l’impression que Phyllis voulait sa mort. Jack et Phyllis ont réussi à obtenir la garde de Kyle. La vie de Diane s’est un peu améliorée quand Andy est revenu à Genoa City, et ils ont recommencé à se fréquenter, mais il est parti peu de temps après. Elle a commencé à travailler sur un projet pour Newman avec Drucilla Winters, mais le projet n’a pas duré longtemps. Diane est ensuite partie vivre à Chicago avec son fils.

### Confrontation avec Patty
À la fin de février 2010 (épisode diffusé en 2013 sur TF1), Diane est revenue en ville pour rendre visite à Jack avec leur fils Kyle Jenkins, une surprise organisée par la nouvelle épouse de Jack, le Dr Emily Peterson comme cadeau de mariage. Dans le processus de son retour, Diane a eu une altercation avec son ennemi juré de longue date Phyllis, elle s’est également retrouvée face à face avec la première femme de Jack, Patty Williams, qui se faisait passer pour Emily.

### Liaison avec Nick
Diane est revenue à Genoa City en octobre 2010, elle a admis à Jack qu’elle était revenue en ville à cause de leur fils, Kyle. Diane espérait que Jack et Kyle pourraient avoir une relation père-fils, quittant Toronto de façon permanente. Après avoir couché avec Tucker McCall, Tucker refusa d’embaucher Diane en raison d’un article publié par Restless Style Magazine, propriété de sa rivale Phyllis. Diane commença une relation amoureuse avec Nicholas Newman, qui fut interrompue en raison de la jalousie de Victor. Après avoir été embauché par Victor pour travailler sur The Newman Ranch, le couple entretint une relation.

### Mort de Diane
Le mariage ne dure pas lorsque Victor redécouvre son amour pour Nikki, mettant fin au mariage par une annulation. Absorbée à voler à Victor tout ce qu’il a, Diane planifia un plan avec le fils de Victor, Adam Newman, pour simuler une grossesse. Cependant, quand Victor découvre que le stratagème est une imposture, il jette Diane hors de l’ambulance. Diane tourne son attention vers Jack pour obtenir de l’aide, mais après une nuit de passion, Jack refuse de laisser Diane revenir dans sa vie. Déterminée à fuir la ville, Diane achète à Kyle un faux passeport pour l’envoyer en Suisse sous le pseudonyme de Timothy Bilton et, avec l’aide d’Adam, elle s’échapperait de la ville et le rejoindrait là-bas.
La nuit où elle devait partir, Diane a essayé d’extorquer Victor pour qu’il lui donne de l’argent contre une cassette qui montrait que Abby Newman était responsable de l'accident qui a mis Tucker dans le coma. Diane a ensuite avoué avoir couché avec Tucker, ce qui a amené Ashley à la gifler. Diane a alors envoyé message à tous ceux qui lui ont fait du tort : Abby, Ashley, Jack, Nicholas, Phyllis, Tucker et Victor. Le lendemain matin, le cadavre de Diane est découvert dans le lac du parc par Patrick Murphy. La mort de Diane donne lieu à une longue enquête.
En janvier 2012 (épisode diffusé en 2015 sur TF1), d’autres preuves sont portées à l’attention de Ronan Malloy, indiquant que Nikki Newman aurait tué Diane Jenkins en légitime défense. Cependant, d’autres preuves vidéo montrent que c’est le mari de Nikki, Deacon Sharpe, qui a porté le coup fatal d’une pierre à la tête de Diane, résolvant finalement l’enquête sur la mort de Diane Jenkins.

### La résurrection de Diane Jenkins d'entre les morts
- En février 2022, Jack commence a recevoir des messages mystérieux le poussant à se rendre à Los Angeles. Il ignore au départ les messages qu'il reçoit, pensant à une erreur mais finit par changer d'avis lorsque son interlocuteur insiste. Avec Phyllis, ils font des recherches et découvrent que l'adresse du mystérieux destinataire appartient à un certain Hao Nguyen. Ce nom fait tilt dans la tête de Jack, il pense tout d'abord au père de son ex-femme Luan, nommé lui aussi Hao Nguyen. Mais il s'aperçoit dans l'immédiat qu'il ne peut pas s'agir de lui puisqu'il est décédé bien avant qu'il ne connaisse Luan. Il pense alors à son fils Keemo, qui avait émis l'idée de changer de nom après son départ mais apprend très vite qu'il est décédé depuis peu. Cette nouvelle attriste Jack qui était en froid avec son fils mais augmente sa détermination à se rendre à Los Angeles.

En mars 2022 (épisodes diffusés le septembre 2024 sur TF1), il a été révélé que c’était Diane qui avait envoyé de mystérieux SMS à Jack pour l’informer de la mort de son fils Keemo Volien Abbott et de l’existence de sa petite-fille perdue depuis longtemps, Allie Nguyen. Après que Jack eut quitté Los Angeles, elle lui a envoyé un texto, l’informant qu’il n’aurait pas dû quitter Los Angeles et qu’elle l’aiderait à donner à Allie un peu de temps pour apprendre à le connaître. Plus tard, elle a rendu visite à Allie chez son père Keemo après l’avoir achetée sous son pseudonyme, Taylor Jensen. Après avoir rencontré Jack et Allie dans sa nouvelle maison, Diane se révèle à Jack et révèle à Jack qu’elle a simulé sa mort avec l’aide de Deacon Sharpe.